# Leichtathletik-Europameisterschaften 2014/20 km Gehen der Männer

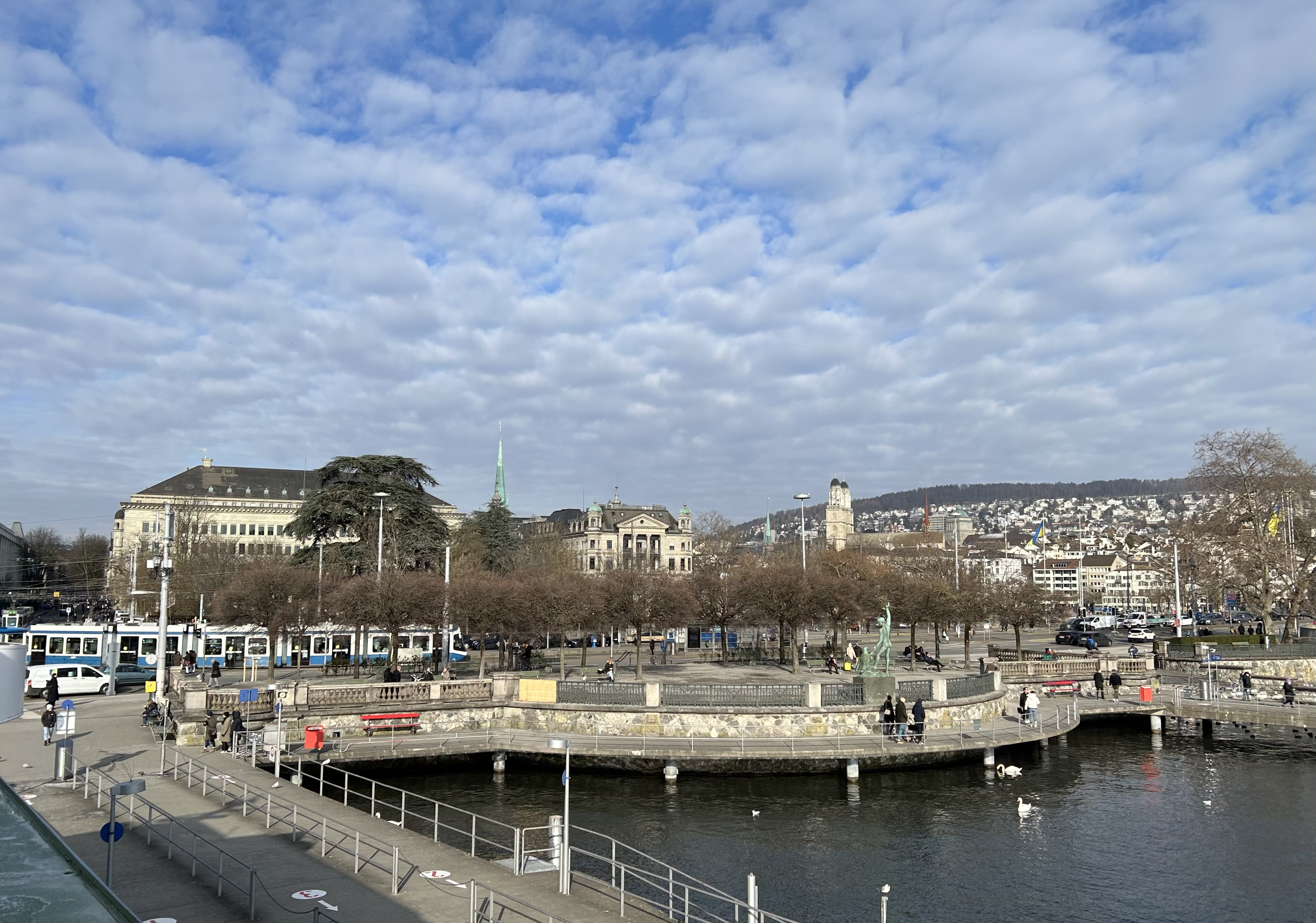
Der Bürkliplatz im Jahr 2023

Das 20-km-Gehen der Männer bei den Leichtathletik-Europameisterschaften 2014 wurde am 13. August 2014 in den Straßen von Zürich ausgetragen.
Europameister wurde der spanische Vizeweltmeister von 2013 Miguel Ángel López. Er gewann vor dem Russen Denis Strelkow. Bronze ging an den Ukrainer Ruslan Dmytrenko.

## Bestehende Rekorde
| Weltrekord           | 1:17:16 h | Wladimir Kanaikin      | Saransk, Russland     | 29. September 2007 |
| Europarekord         | 1:17:16 h | Wladimir Kanaikin      | Saransk, Russland     | 29. September 2007 |
| Meisterschaftsrekord | 1:18:45 h | Michail Schtschennikow | EM Helsinki, Finnland | 7. August 1994     |

Anmerkung:

Die am 8. Juni 2008 in Saransk erzielte Zeit von 1:16:43 h des Russen Sergei Morosow wurde nicht als offizieller Welt- und Europarekord anerkannt.
Der bestehende EM-Rekord wurde bei diesen Europameisterschaften nicht erreicht. Mit seiner Siegerzeit von 1:19:44 h blieb der spanische Europameister Miguel Ángel López 59 s über dem Rekord. Zum Welt- und Europarekord fehlten ihm 2:28 min.

## Doping
Am 22. März 2019 stellte sich heraus, dass diese Disziplin von einem Dopingfall betroffen war:
Der ursprüngliche zweitplatzierte Alexandr Iwanow aus Russland musste seine Silbermedaille wieder abgeben, nachdem ihm laut russischem Leichtathletikverband Abweichungen im Blut nachgewiesen worden waren. Alle seine Resultate zwischen Juli 2012 und August 2015 wurden annulliert, unter anderem auch sein WM-Titel von 2013. Außerdem wurde er rückwirkend ab 2. Mai 2017 für drei Jahre gesperrt.
Leidtragende waren in erster Linie zwei Athleten:
- Der Spanier Miguel Ángel López erhielt seine Goldmedaille erst nach langen Jahren.
- Der ukrainische Geher Ruslan Dmytrenko erhielt seine Bronzemedaille ebenfalls erst viele Jahre nach den Europameisterschaften und konnte zudem nicht an der Siegerehrung teilnehmen.

## Durchführung
Hier gab es keine Vorrunde, alle 34 Geher traten gemeinsam zum Finale an.

## Legende
Kurze Übersicht zur Bedeutung der Symbolik – so üblicherweise auch in sonstigen Veröffentlichungen verwendet:
| DNF  | Wettkampf nicht beendet (did not finish) |
| DSQ  | disqualifiziert                          |
| DOP  | wegen Dopingvergehens disqualifiziert    |
| Bod  | Verwarnung für Verlust des Bodenkontakts |
| Knie | Verwarnung für fehlende Kniestreckung    |

## Ergebnis

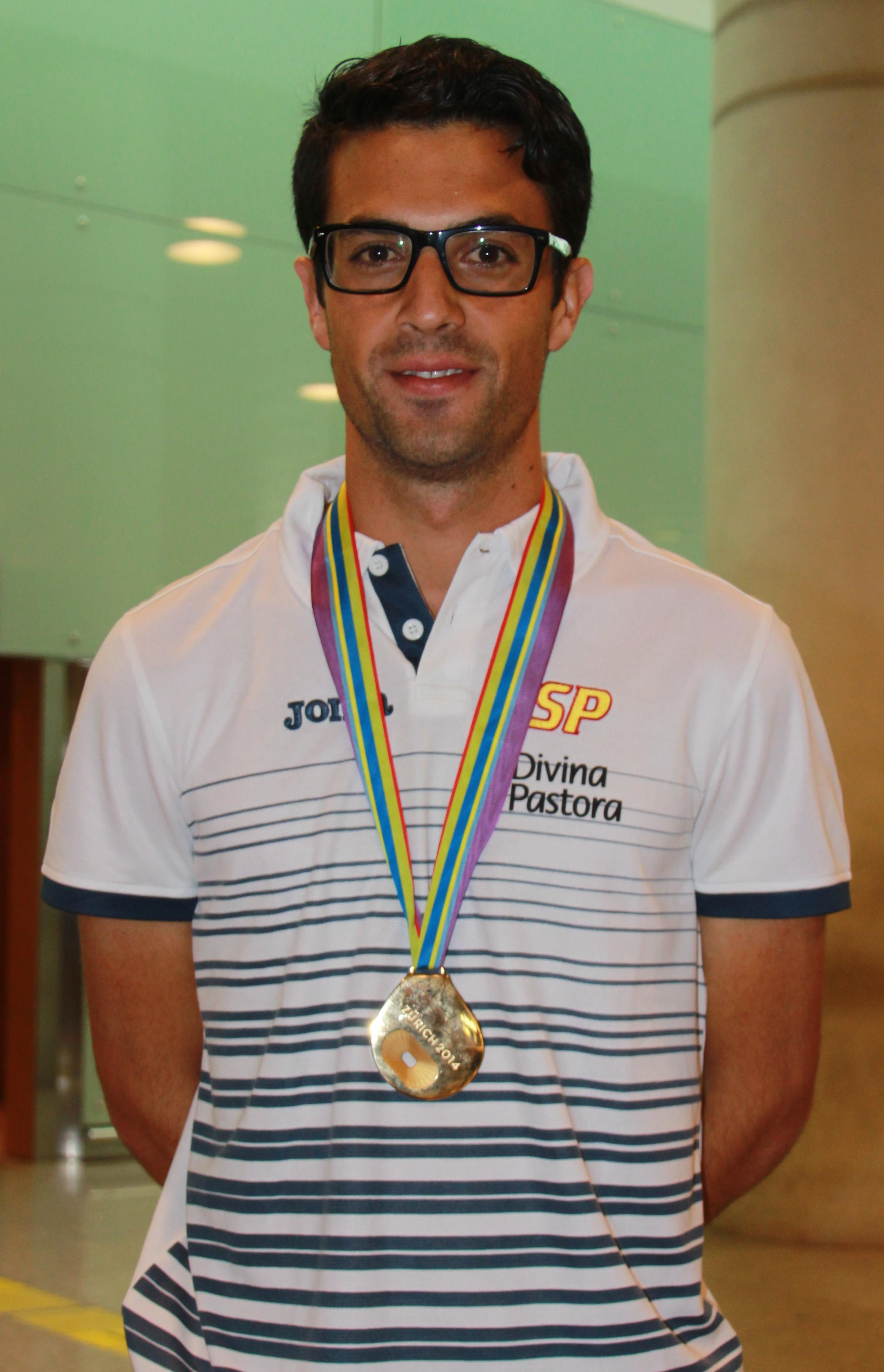
Miguel Ángel López, nach der Vizeweltmeisterschaft 2013 nun der EM-Titel – im Jahr darauf kam der WM-Titel hinzu

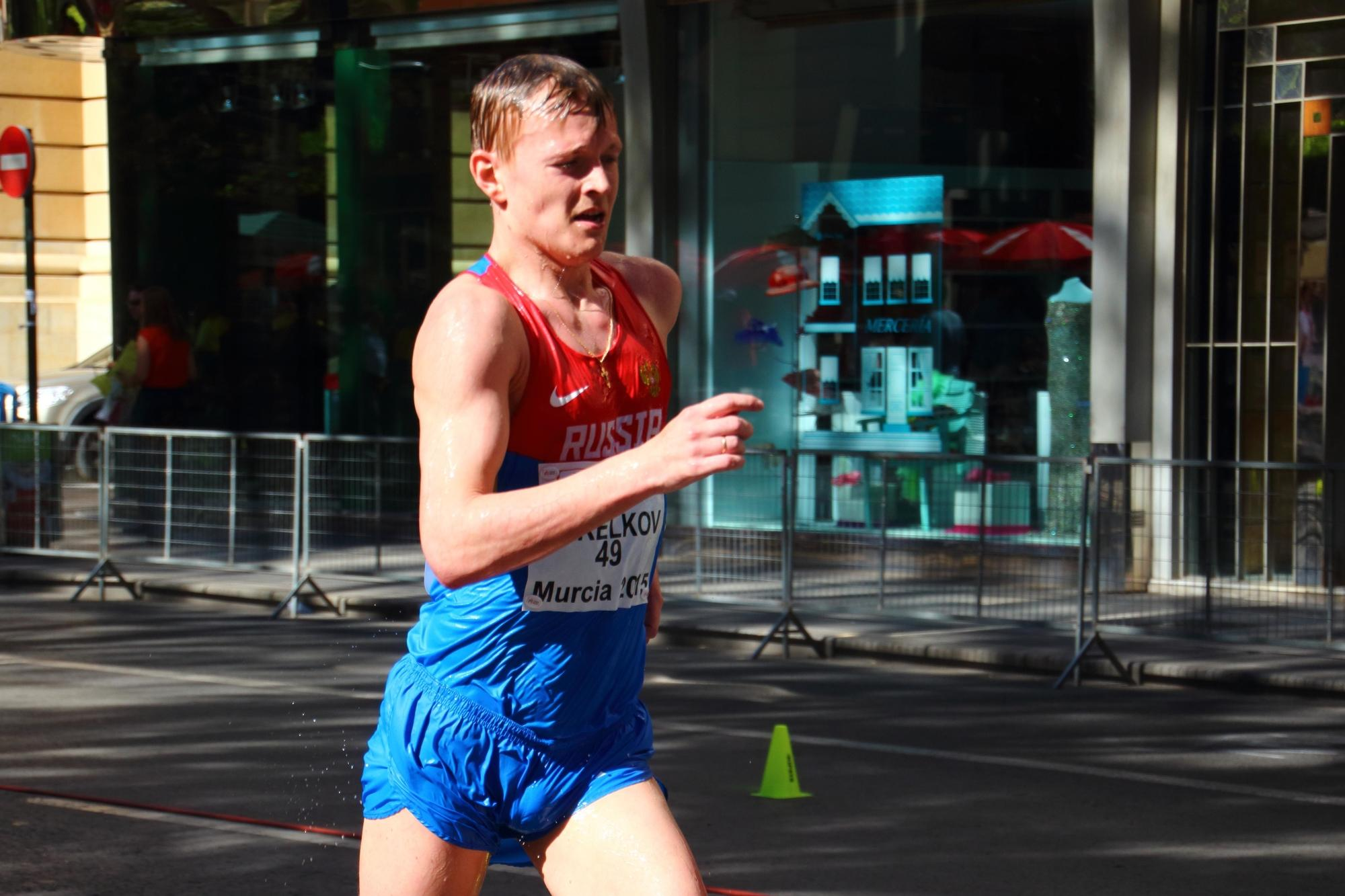
Vizeeuropameister Denis Strelkow

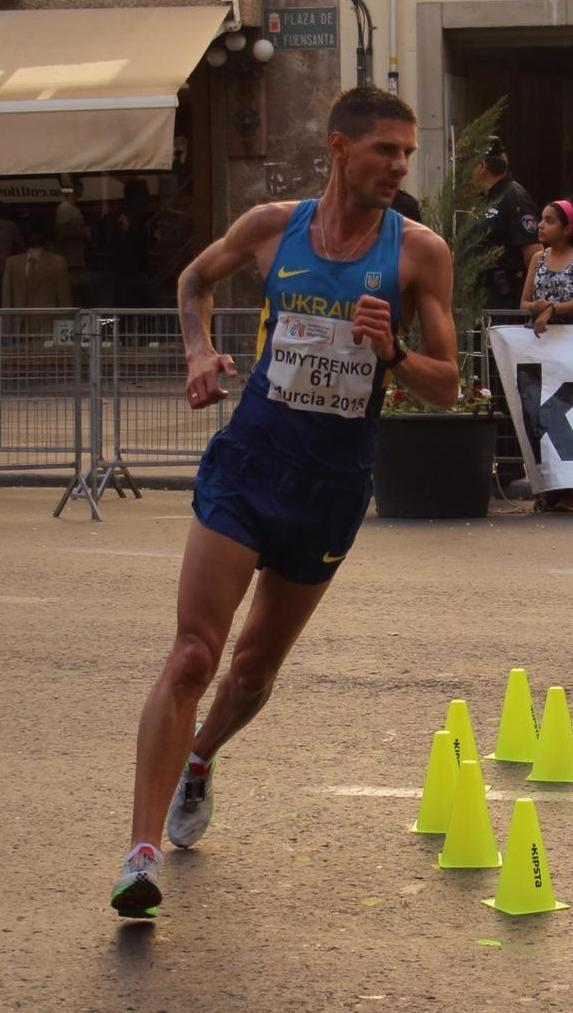
Bronzemedaillengewinner Ruslan Dmytrenko

13. August, 9:20 Uhr
| Platz | Name                  | Nation         | Zeit (h) | Verwarnungen |
| ----- | --------------------- | -------------- | -------- | ------------ |
| 1     | Miguel Ángel López    | Spanien        | 1:19:44  |              |
| 2     | Denis Strelkow        | Russland       | 1:19:46  |              |
| 3     | Ruslan Dmytrenko      | Ukraine        | 1:19:46  | Bod          |
| 4     | Christopher Linke     | Deutschland    | 1:21:00  |              |
| 5     | Álvaro Martín         | Spanien        | 1:21:41  | Bod          |
| 6     | Andrij Kowenko        | Ukraine        | 1:21:48  |              |
| 7     | Giorgio Rubino        | Italien        | 1:22:07  |              |
| 8     | Erik Tysse            | Norwegen       | 1:22:19  | Bod          |
| 9     | Luís Alberto Amezcua  | Spanien        | 1:22:26  |              |
| 10    | Kévin Campion         | Frankreich     | 1:23:04  |              |
| 11    | Tom Bosworth          | Großbritannien | 1:23:17  |              |
| 12    | Dsjanis Simanowitsch  | Belarus        | 1:23:35  | Bod          |
| 13    | Nasar Kowalenko       | Ukraine        | 1:23:51  |              |
| 14    | Hagen Pohle           | Deutschland    | 1:24:00  |              |
| 15    | Rafał Fedaczyński     | Polen          | 1:24:28  | Knie         |
| 16    | Perseus Karlström     | Schweden       | 1:24:41  |              |
| 17    | Marius Šavelskis      | Litauen        | 1:24:54  | Bod/Bod      |
| 18    | Matteo Giupponi       | Italien        | 1:25:04  |              |
| 19    | Antón Kučmín          | Slowakei       | 1:25:07  |              |
| 20    | Antonin Boyez         | Frankreich     | 1:25:31  | Knie/Knie    |
| 21    | Marius Žiūkas         | Litauen        | 1:25:43  | Knie         |
| 22    | Arnis Rumbenieks      | Lettland       | 1:27:07  | Knie         |
| 23    | Genadij Kozlovskij    | Litauen        | 1:27:45  |              |
| 24    | Máté Helebrandt       | Ungarn         | 1:27:54  | Bod          |
| 25    | Massimo Stano         | Italien        | 1:29:17  |              |
| 26    | Nils Gloger           | Deutschland    | 1:29:44  |              |
| 27    | Patrik Spevák         | Slowakei       | 1:31:30  |              |
| DNF   | Andreas Gustafsson    | Schweden       |          |              |
| DNF   | Aléxandros Papamihaíl | Griechenland   |          |              |
| DNF   | Sándor Rácz           | Ungarn         |          |              |
| DNF   | João Vieira           | Portugal       |          |              |
| DNF   | Sérgio Vieira         | Portugal       |          |              |
| DSQ   | Håvard Haukenes       | Norwegen       |          |              |
| DOP   | Alexandr Iwanow       | Russland       | 1:19:45  |              |

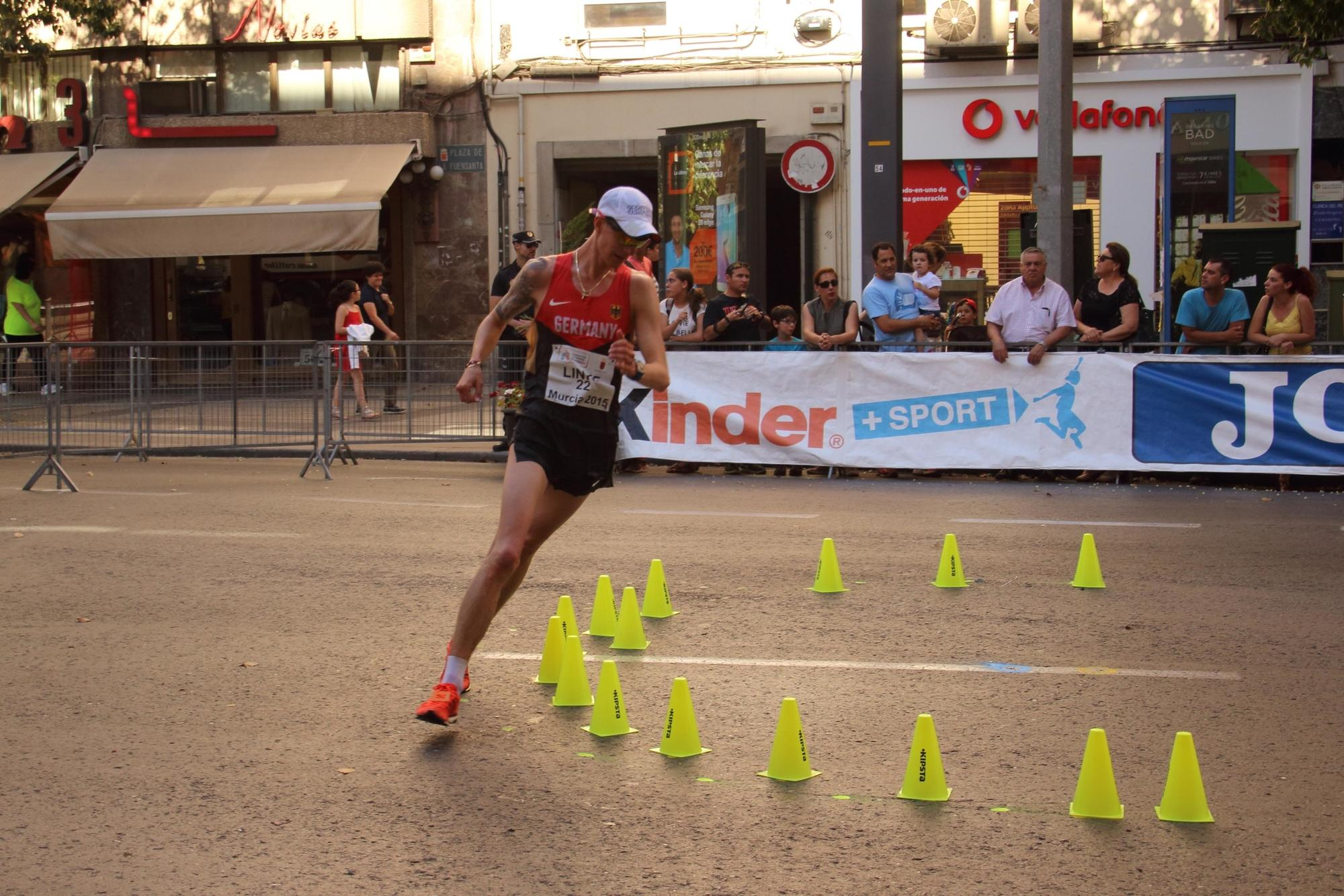
Christopher Linke erreichte Platz vier
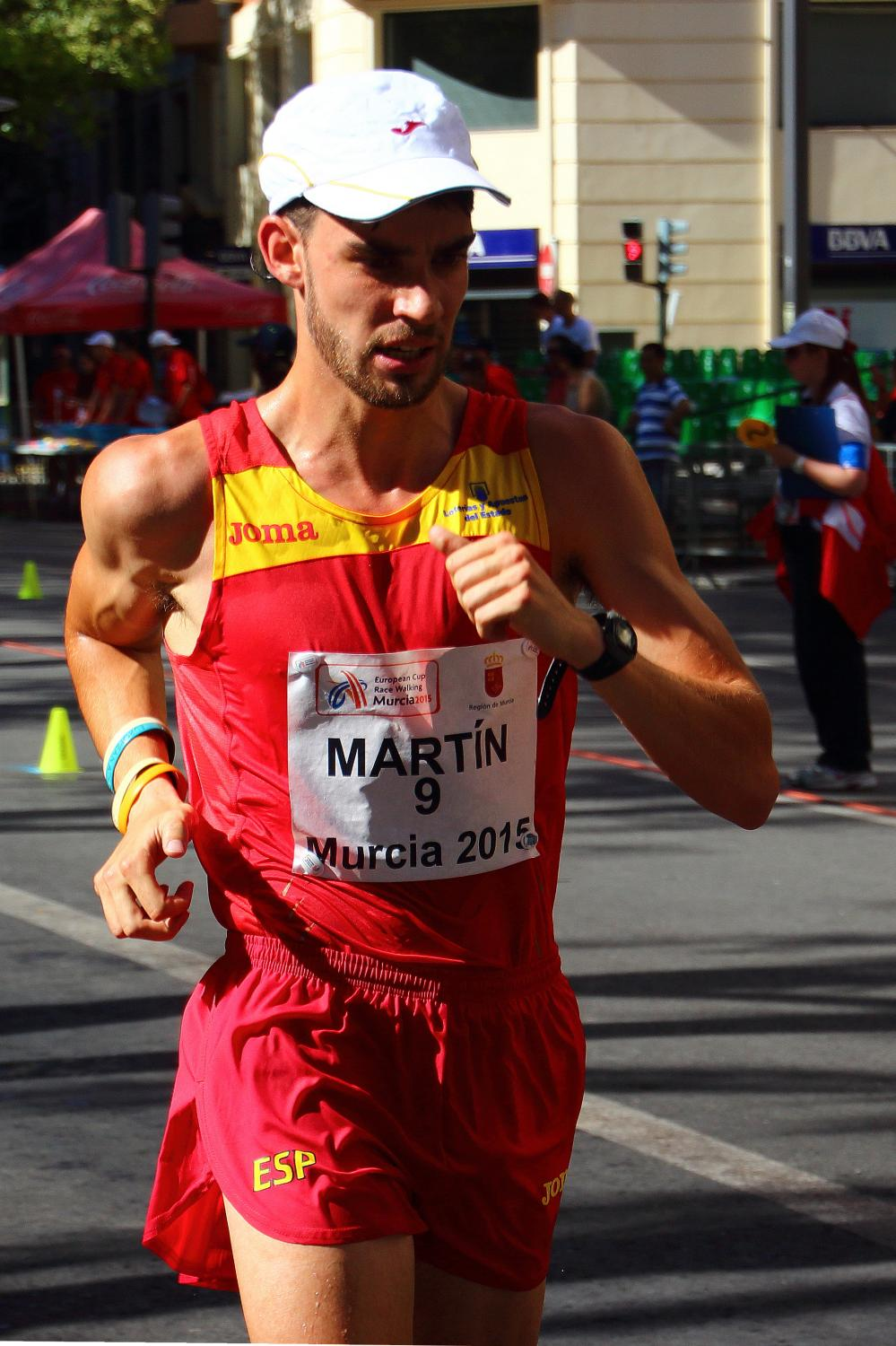
Álvaro Martín kam auf den fünften Platz
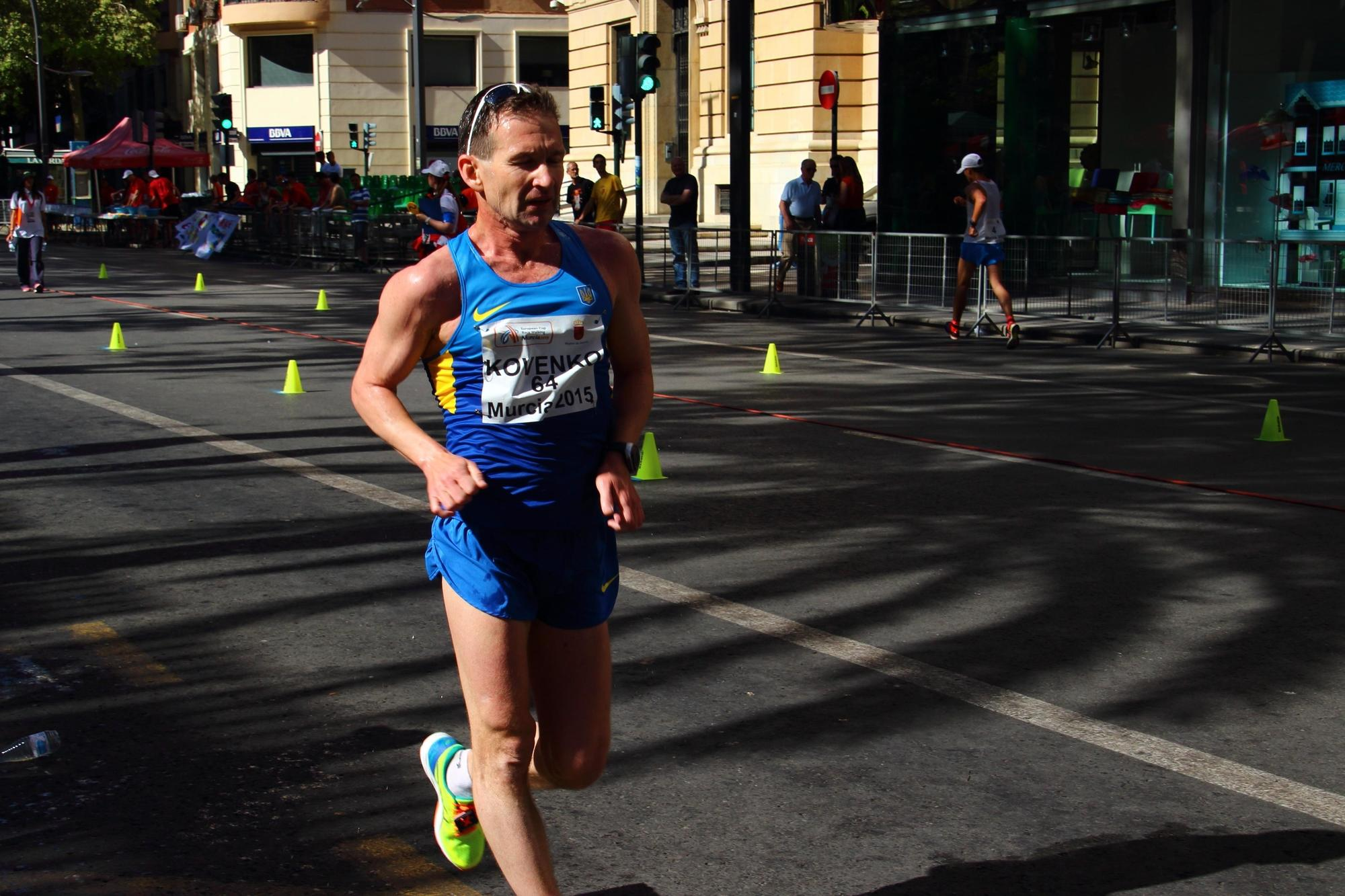
Andrij Kowenko belegte Rang sechs

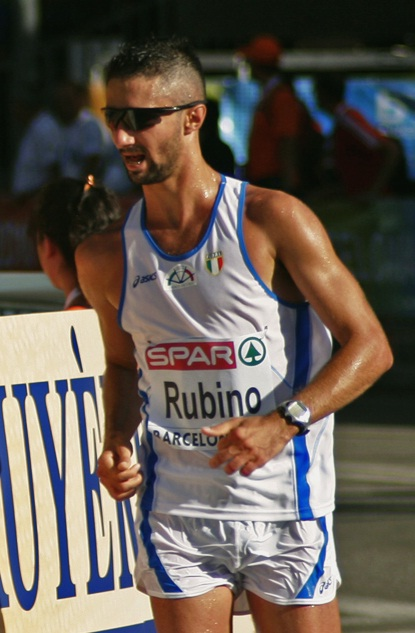
Giorgio Rubino wurde Siebter
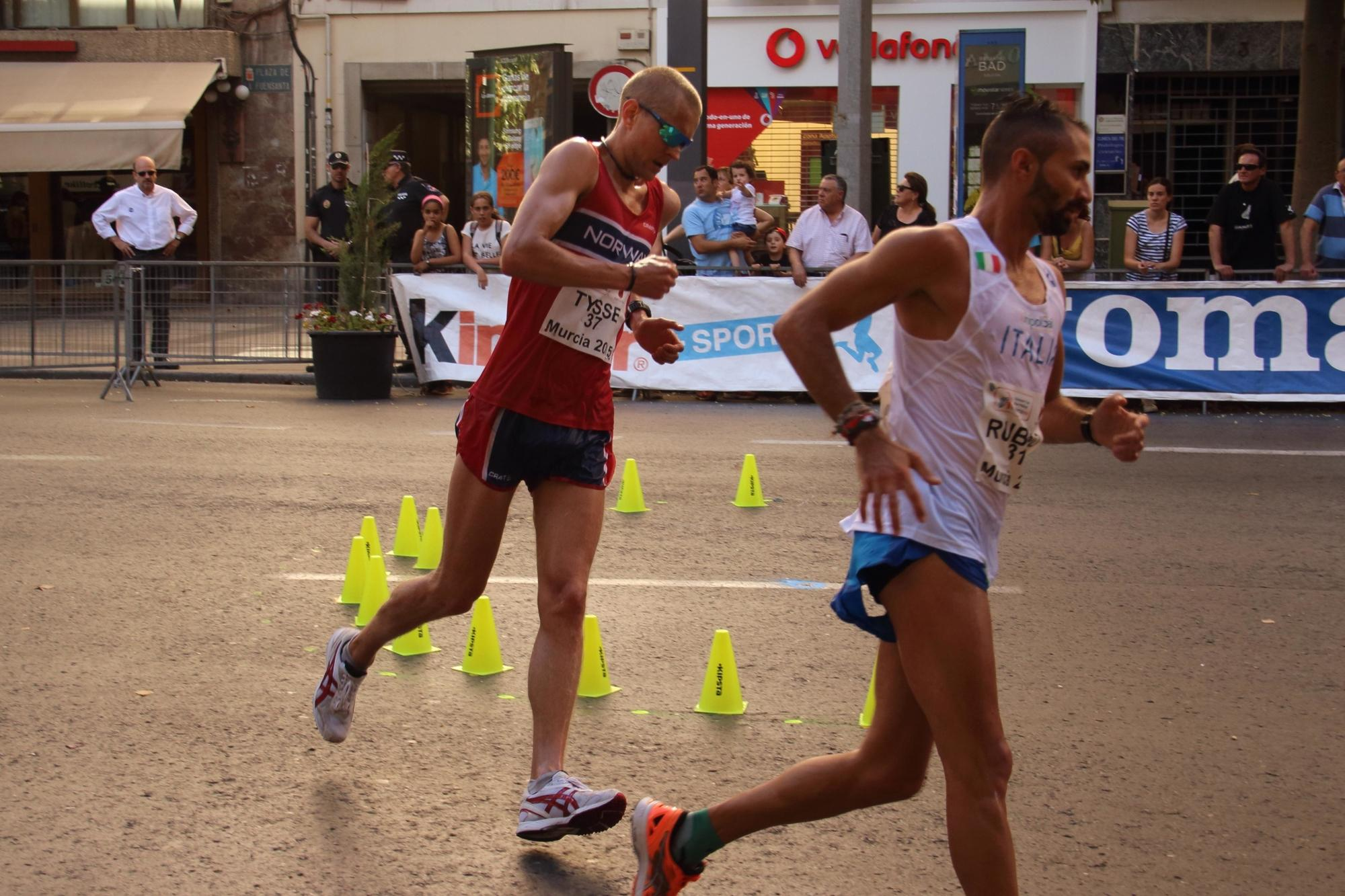
Der achtplatzierte Erik Tysse (links)
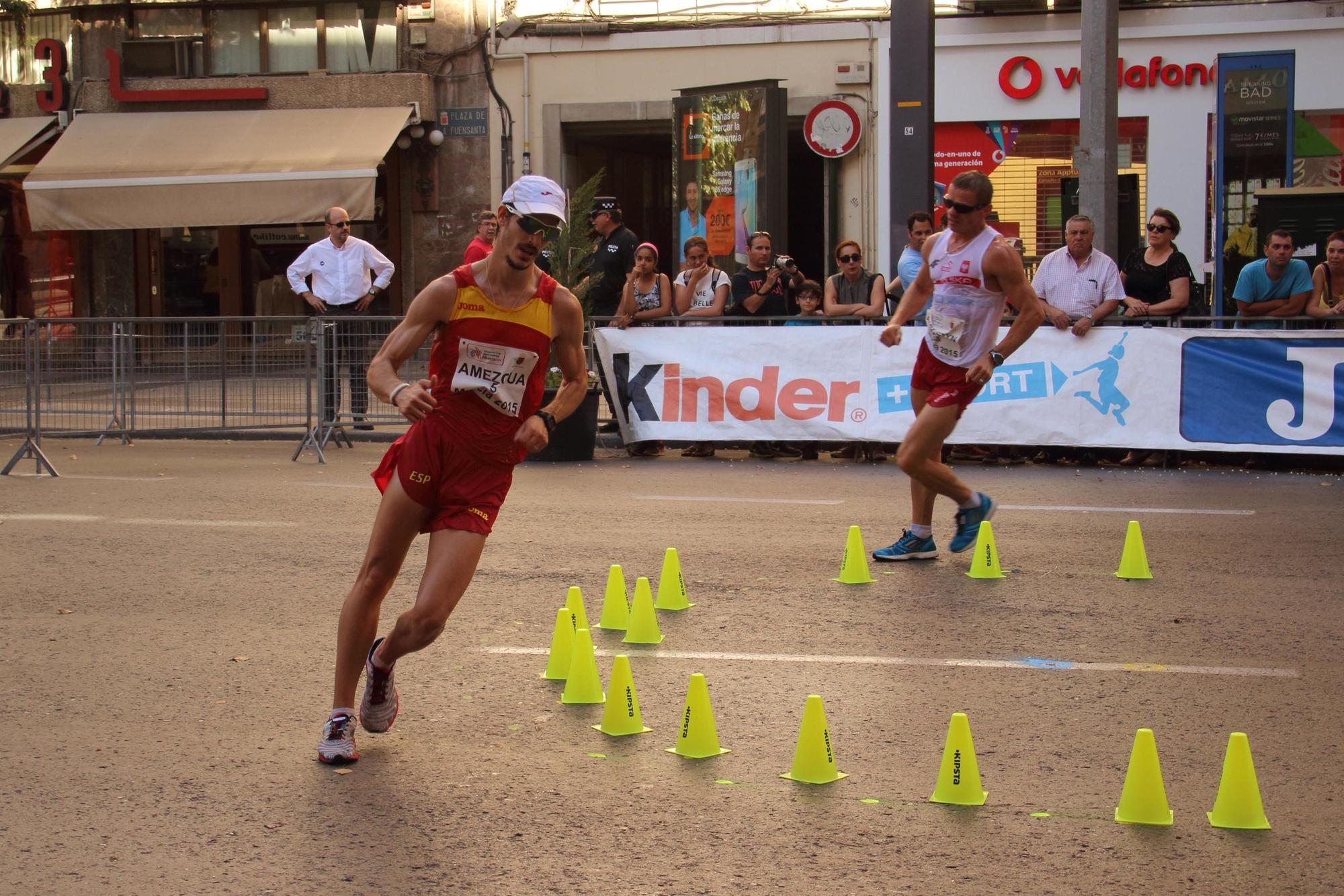
Luís Alberto Amezcua – Platz neun
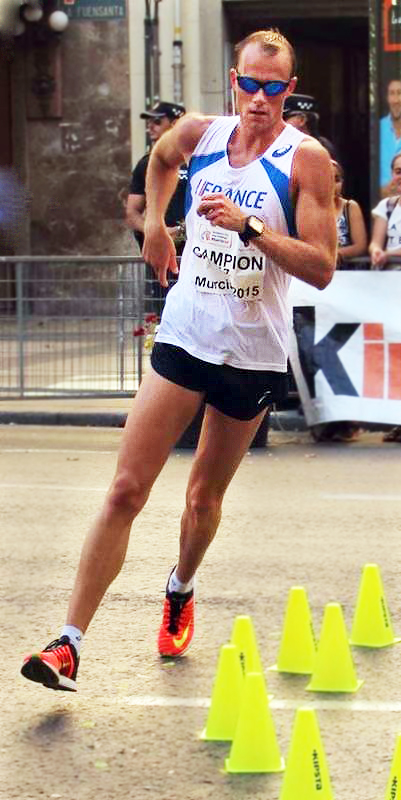
Kevin Campion – Platz zehn

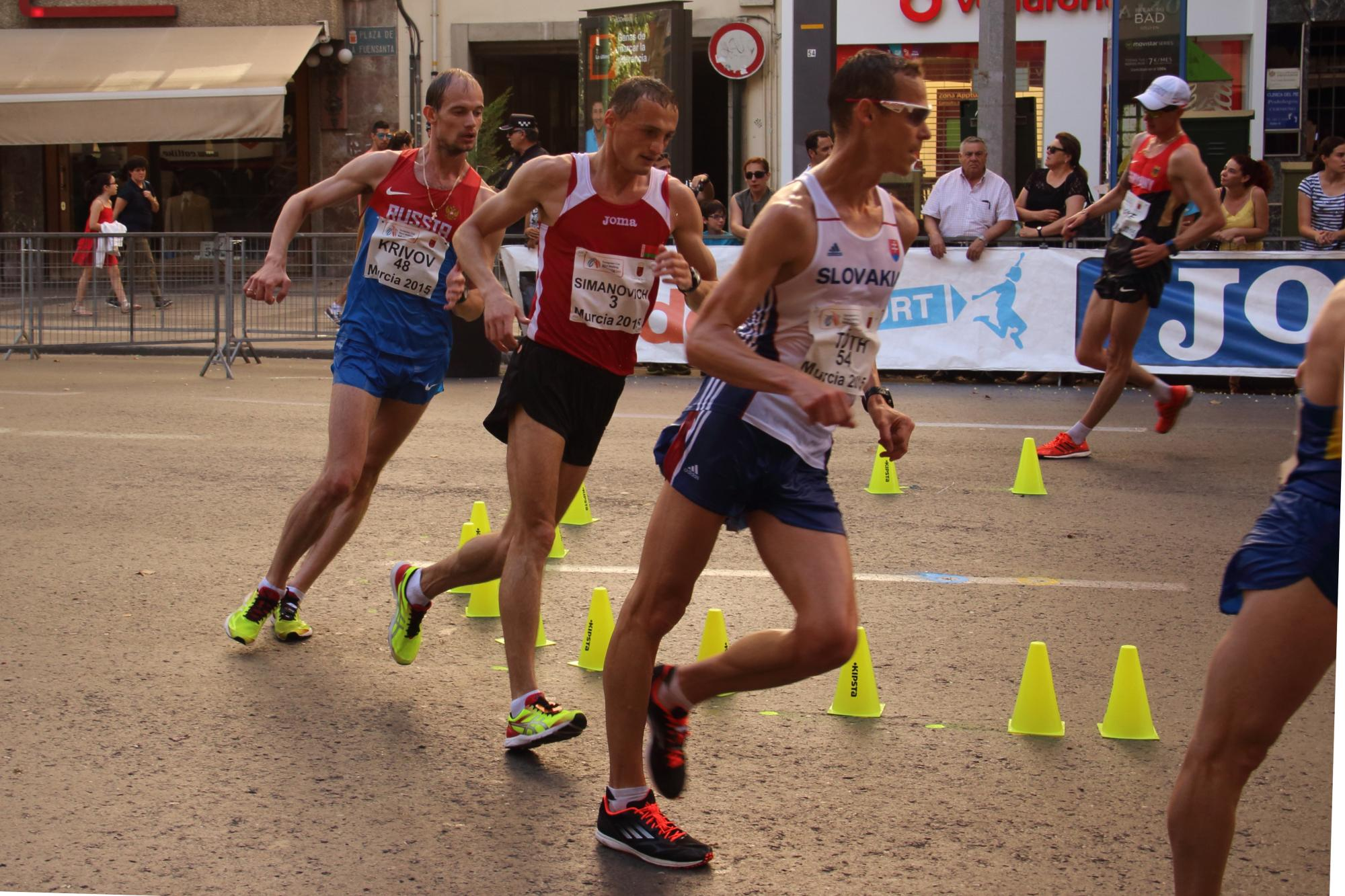
Dsjanis Simanowitsch (Mitte) – Platz zwölf
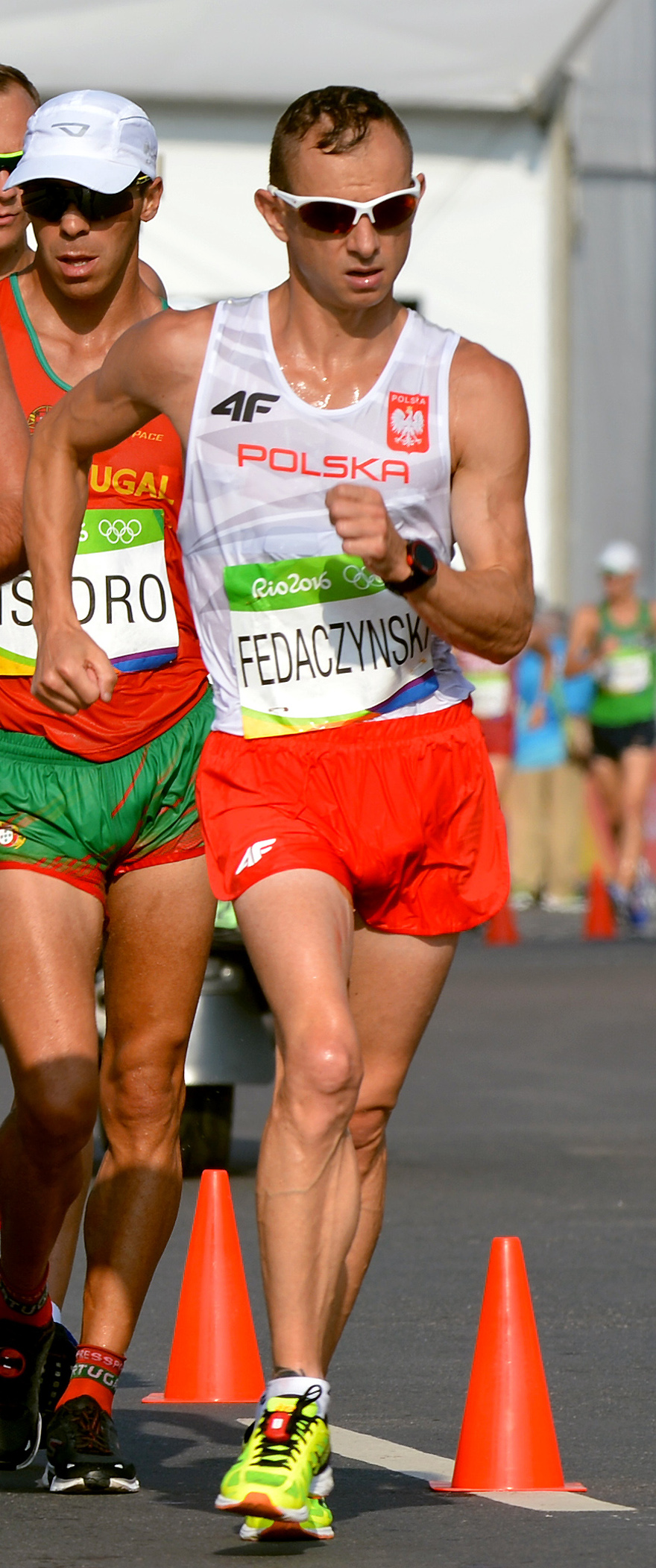
Rafał Fedaczyński (rechts) – Platz fünfzehn
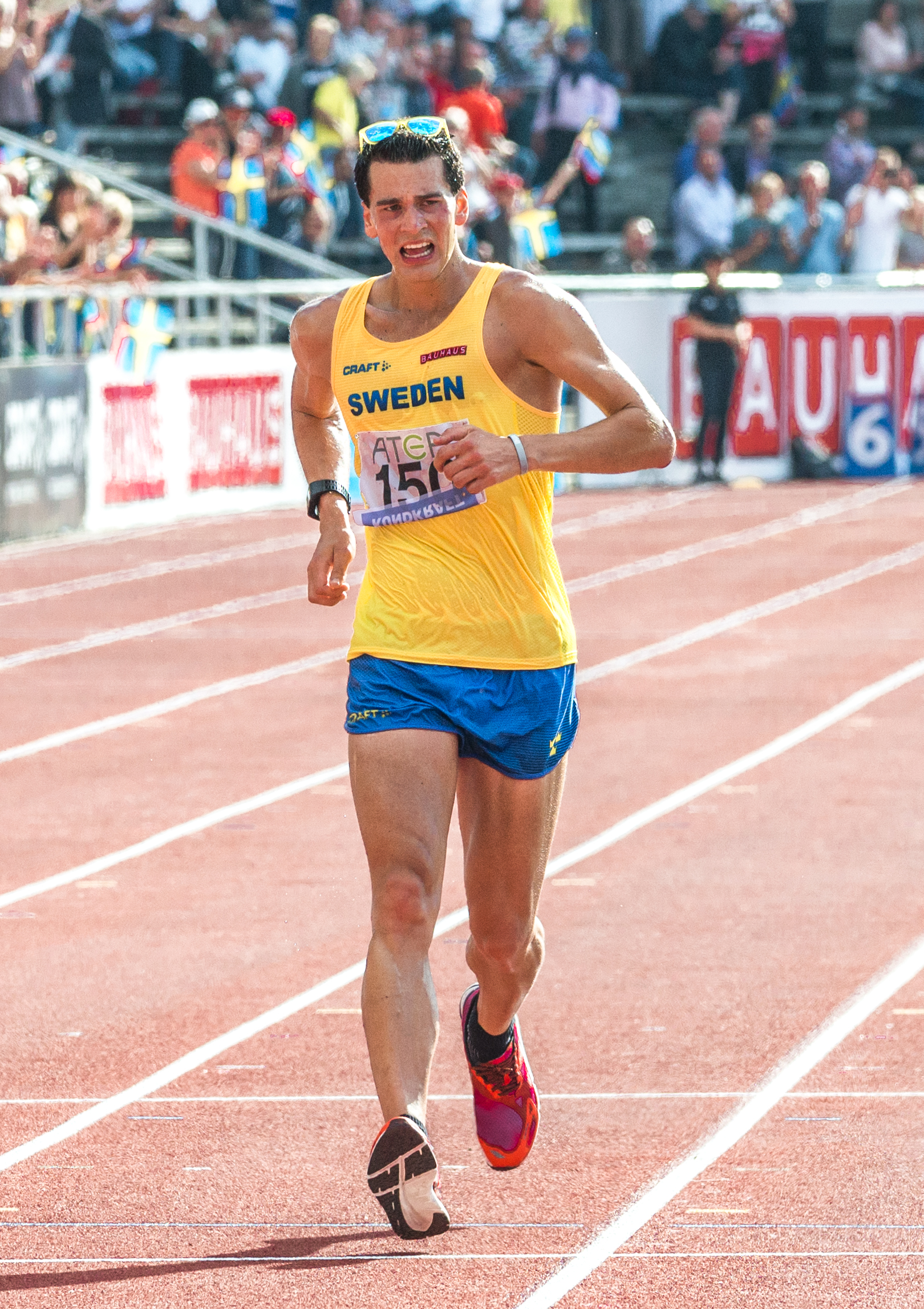
Perseus Karlström – Platz sechzehn

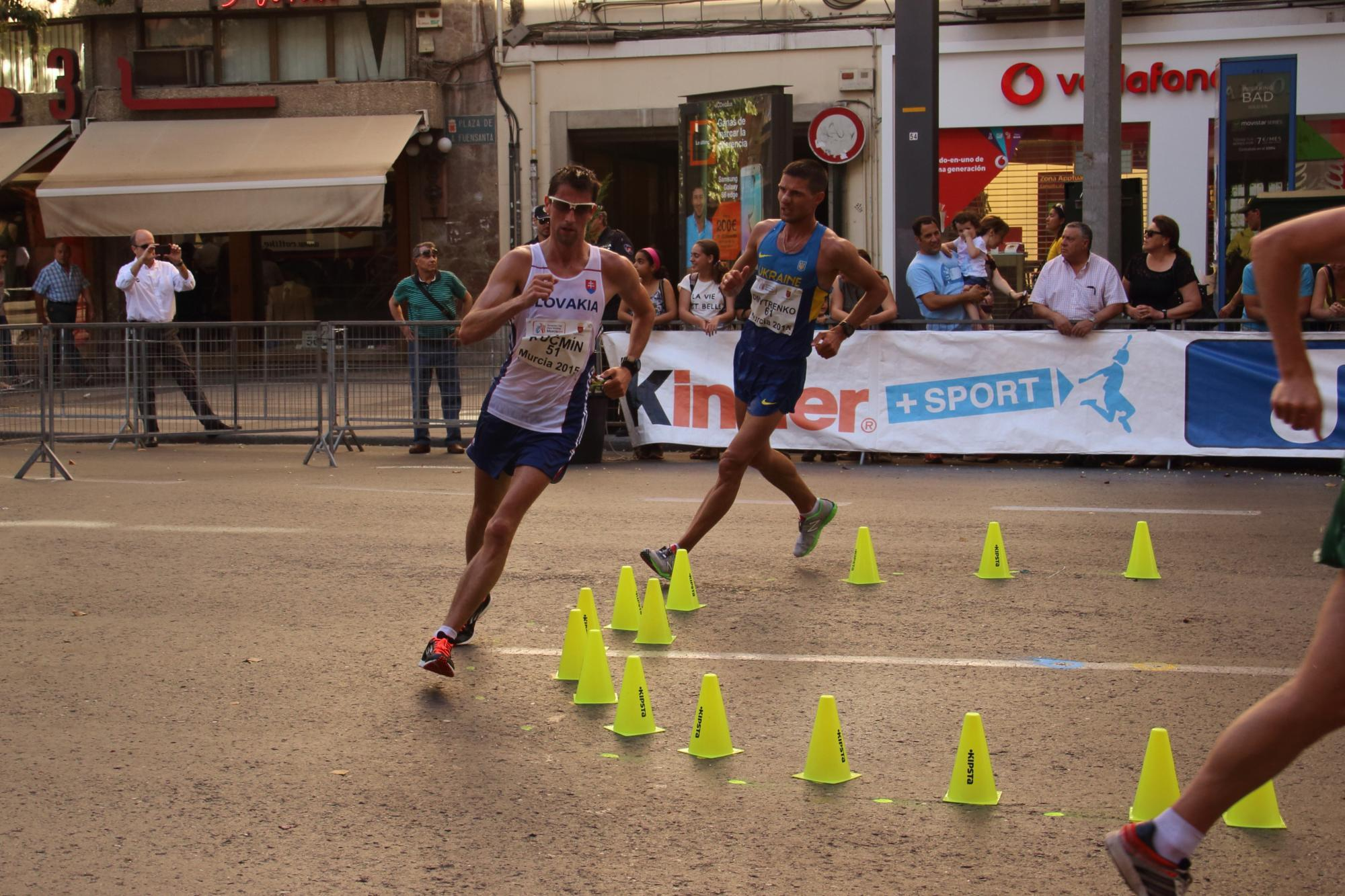
Antón Kučmín (links) – Platz neunzehn
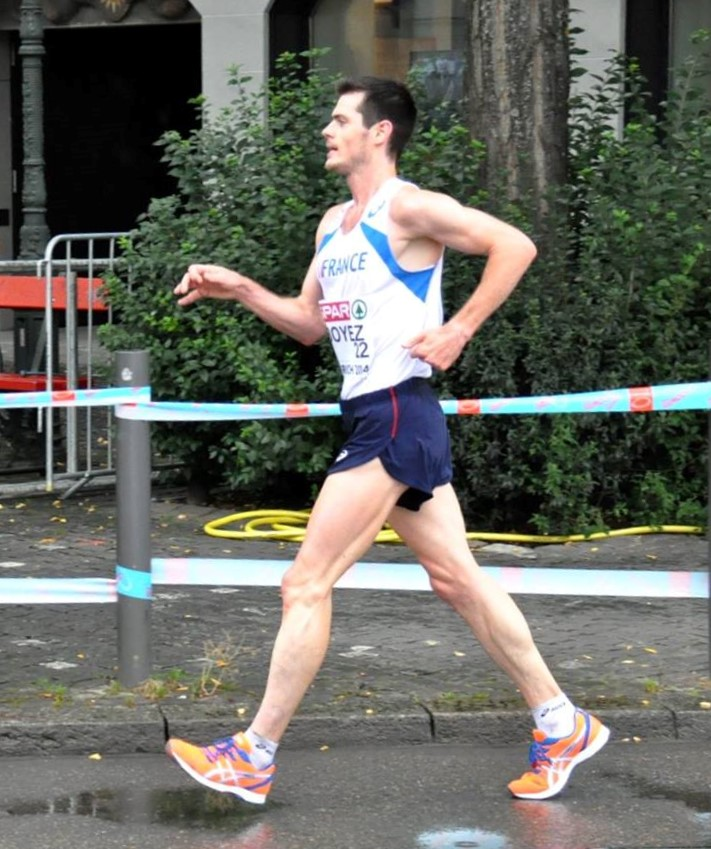
Antonin Boyez – Platz zwanzig
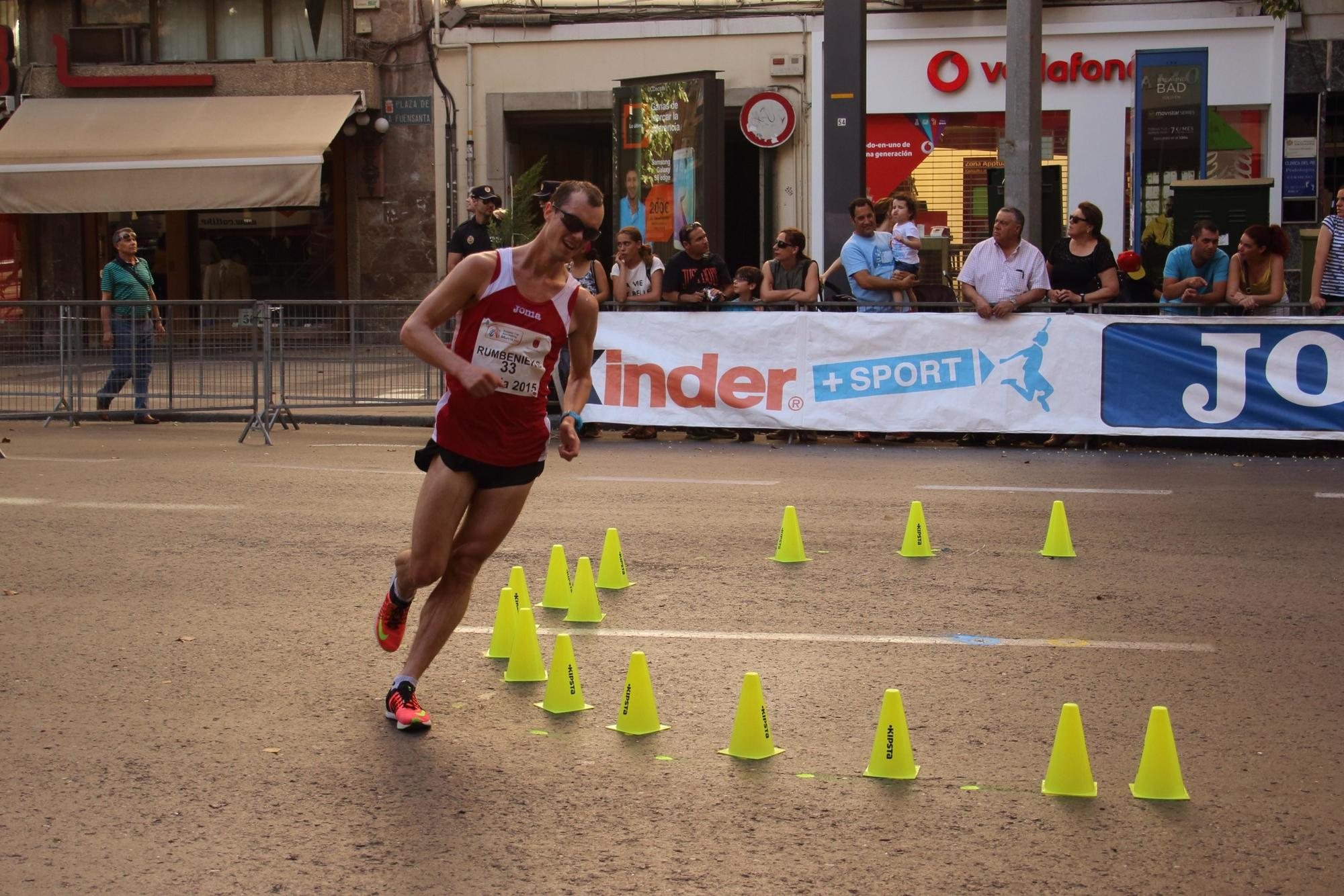
Arnis Rumbenieks – Platz 22
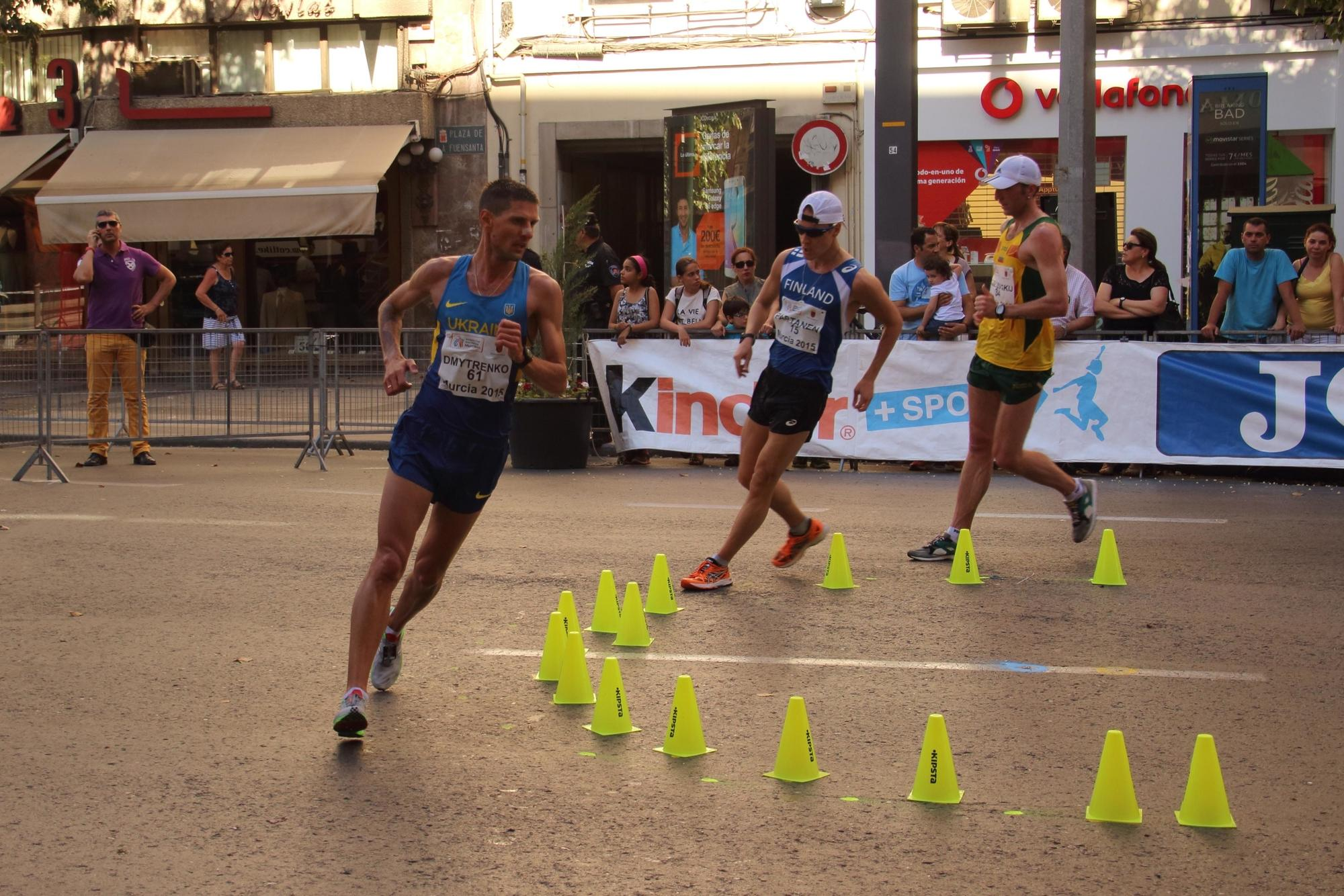
Genadij Kozlovskij (rechts) – Platz 23

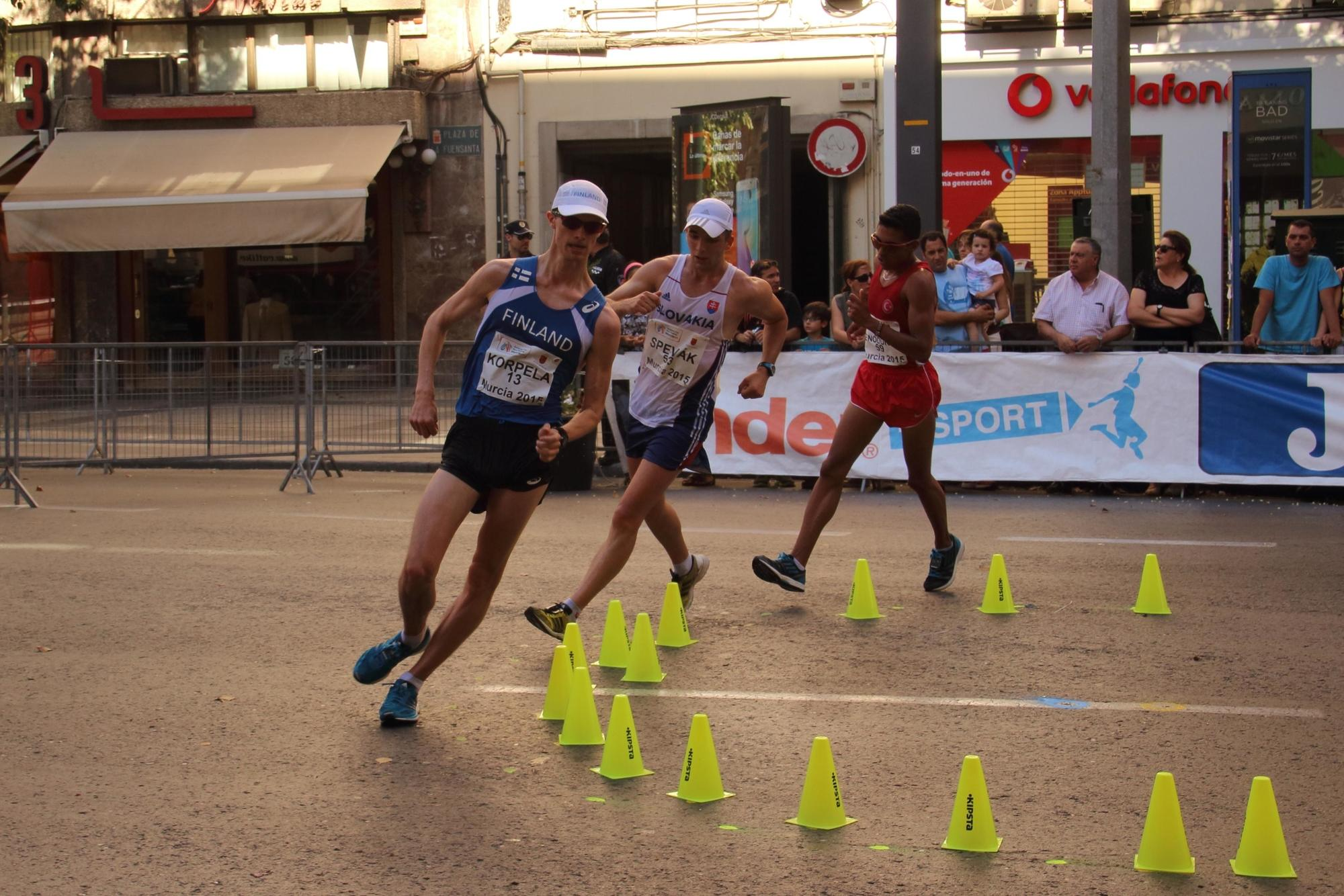
Patrik Spevák (Mitte) – Platz 27
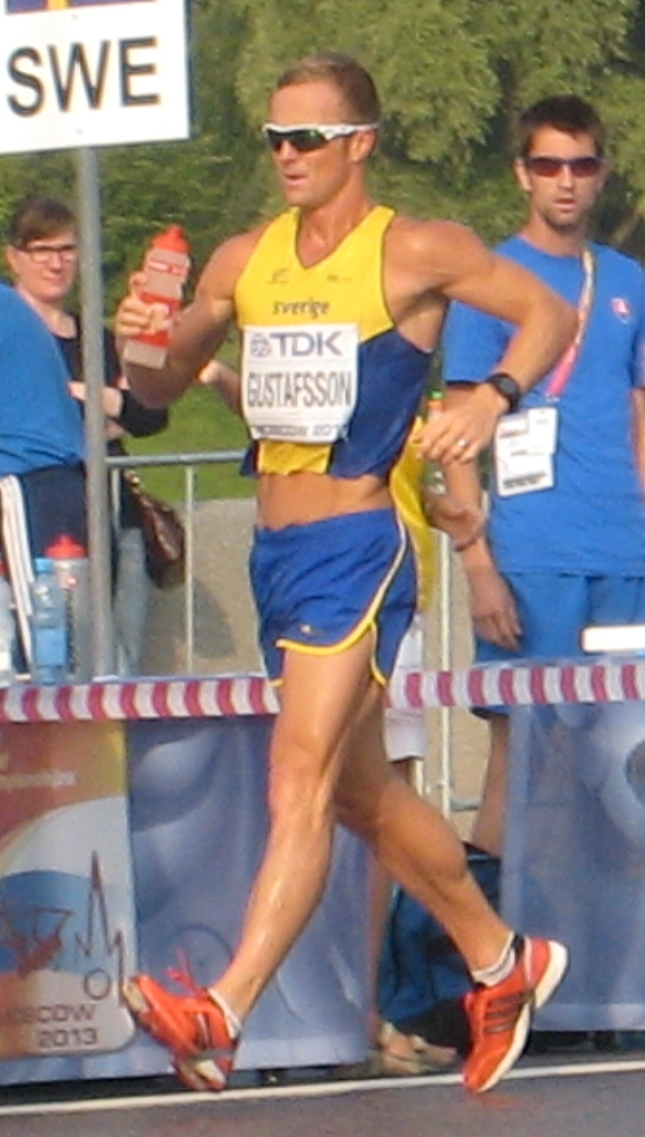
Andreas Gustafsson – Rennen nicht beendet
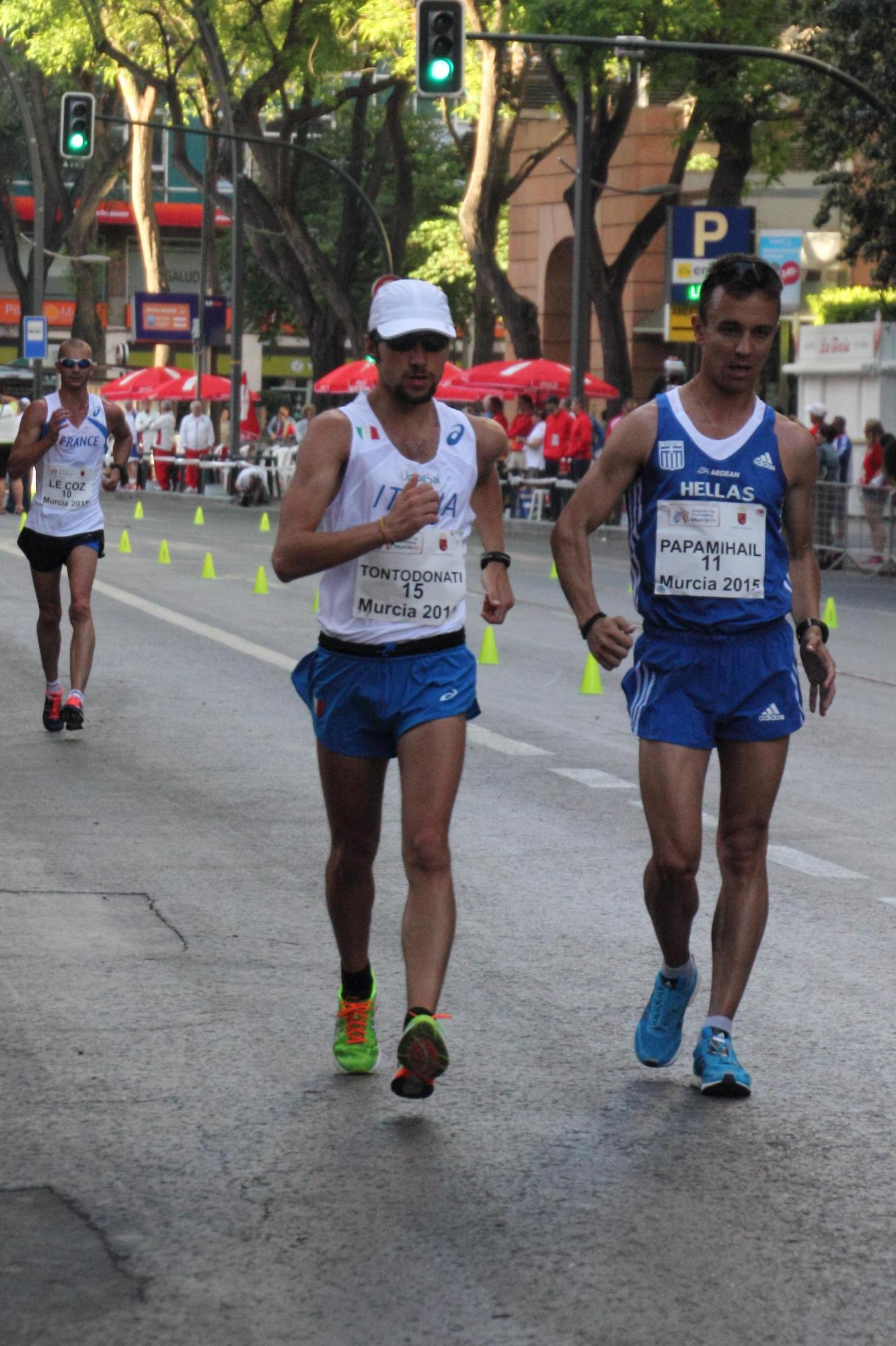
Aléxandros Papamihaíl (rechts) – Rennen nicht beendet

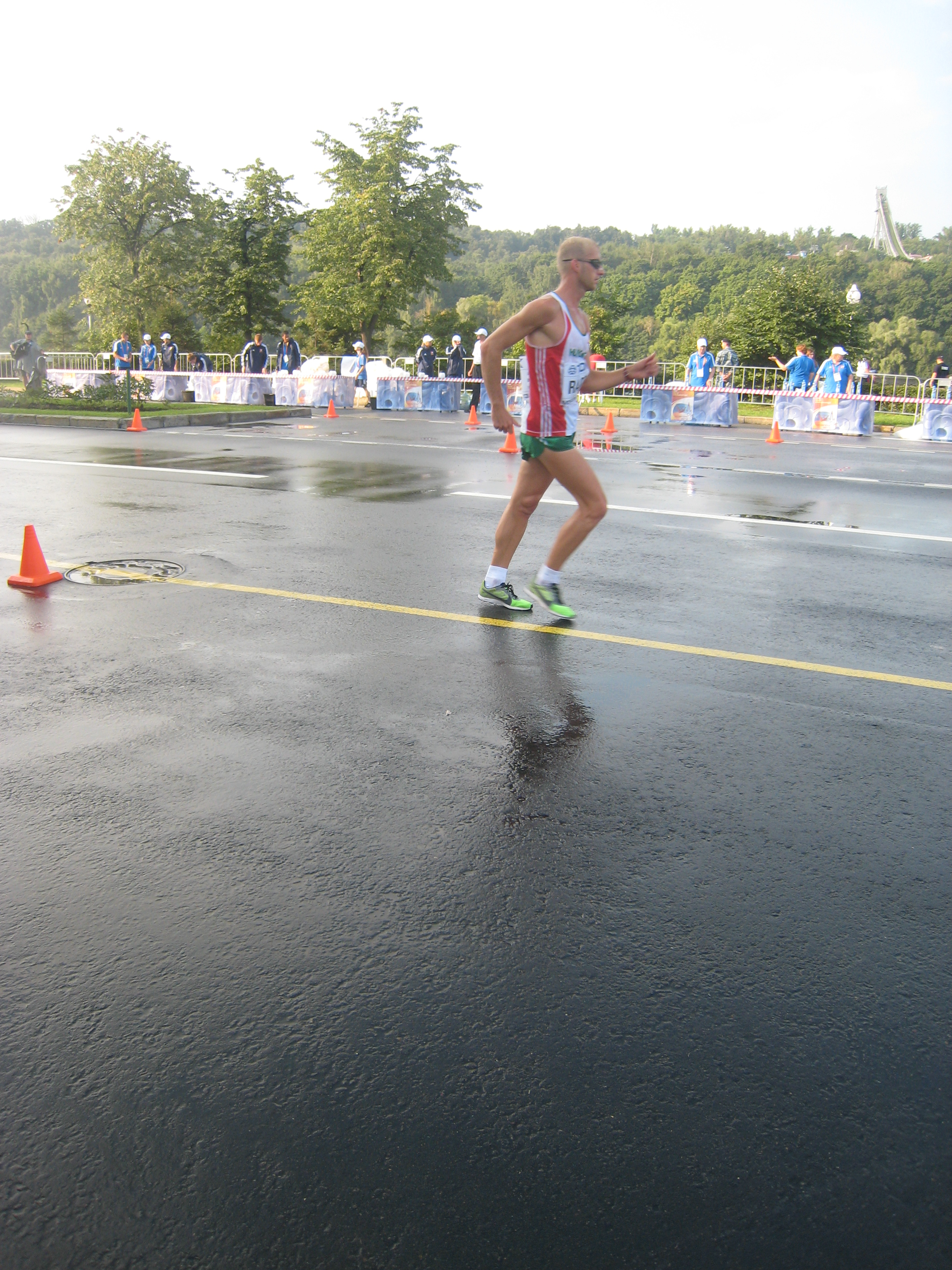
Sándor Rácz – Rennen nicht beendet
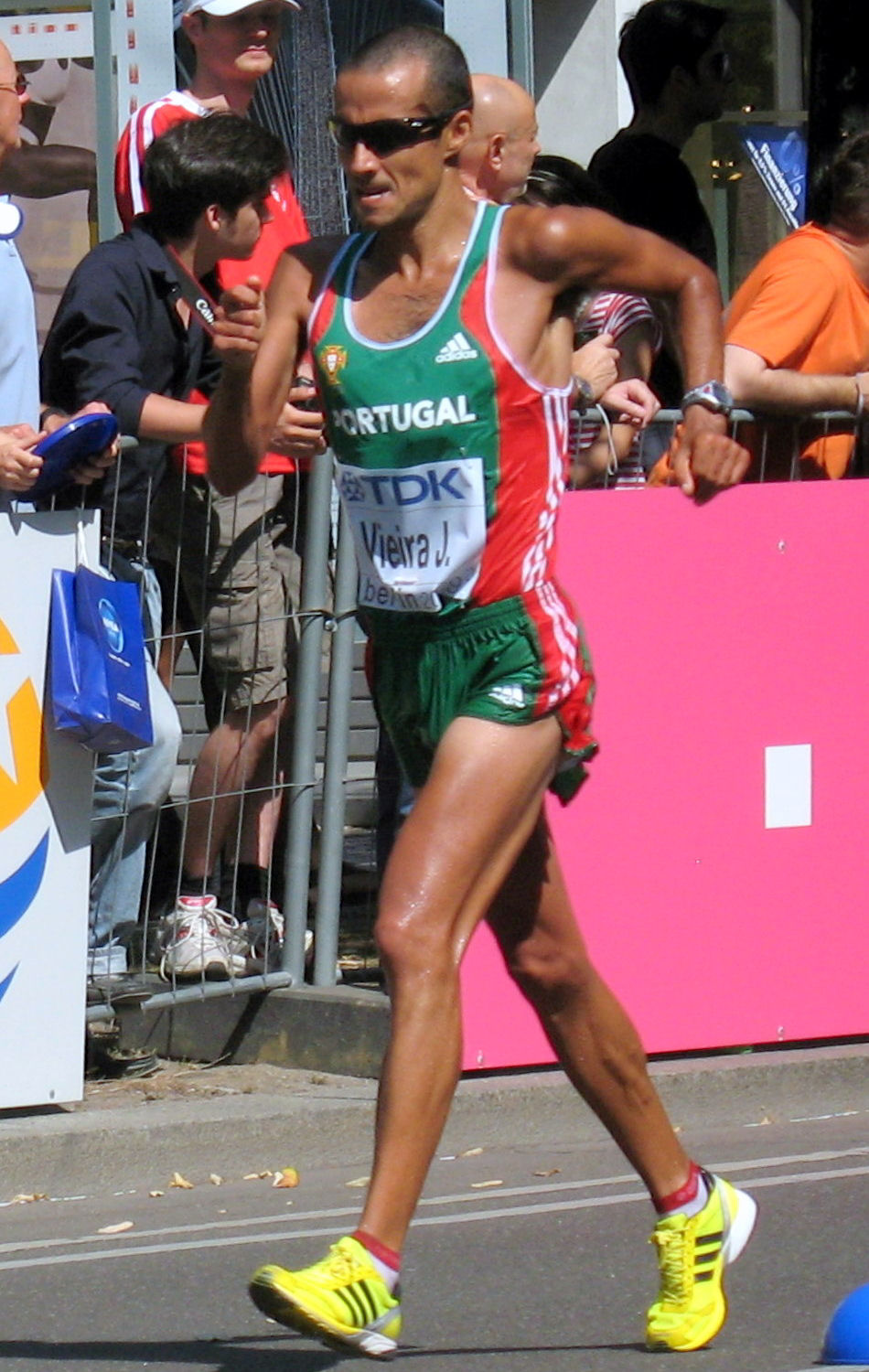
João Vieira – Rennen nicht beendet
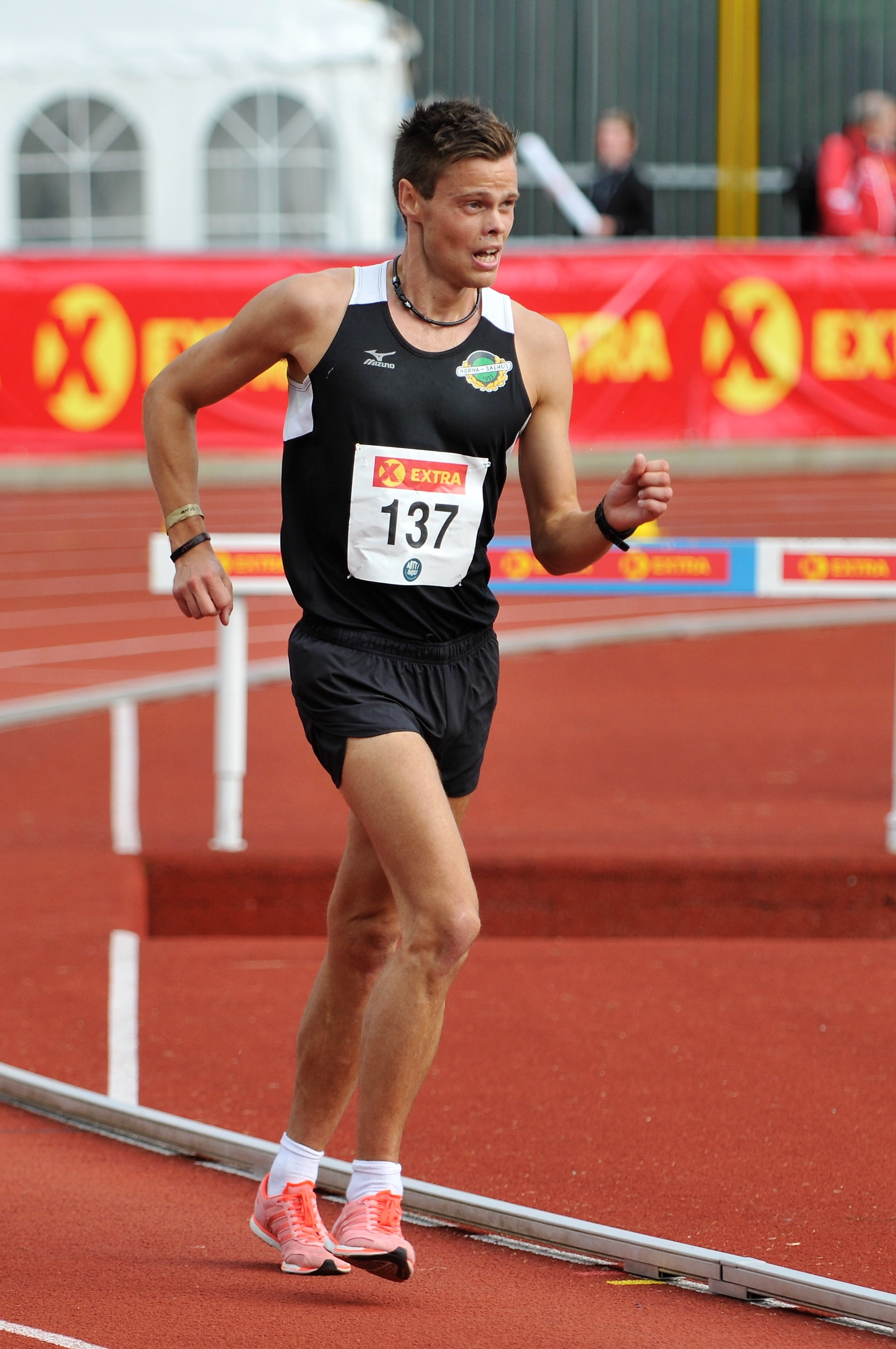
Håvard Haukenes – disqualifiziert nach drei Verwarnungen
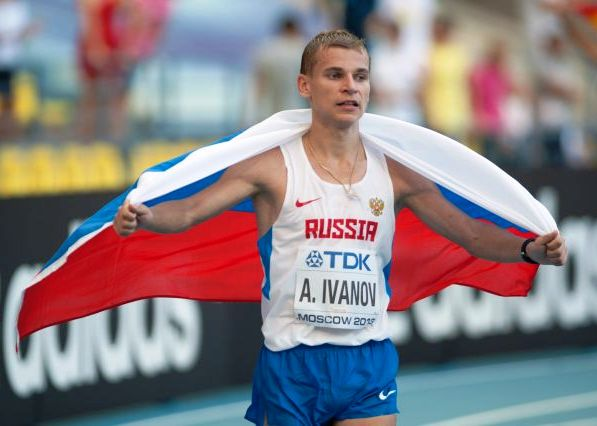
Dopingsünder Alexandr Iwanow